# Bąkowiec (Beskid Wyspowy)
Bąkowiec (599 m) – wzniesienie na wschodnim skraju Beskidu Wyspowego, po północno-wschodniej stronie Pępówki. Znajduje się w obrębie miejscowości Przyszowa, Stronie i Łukowica w województwie małopolskim, w powiecie limanowskim.
Jest to samotne wzniesienie i całkowicie porośnięte lasem, ale ze wszystkich stron otoczone polami uprawnymi i zabudowaniami. Nie prowadzi przez niego żaden szlak turystyczny.

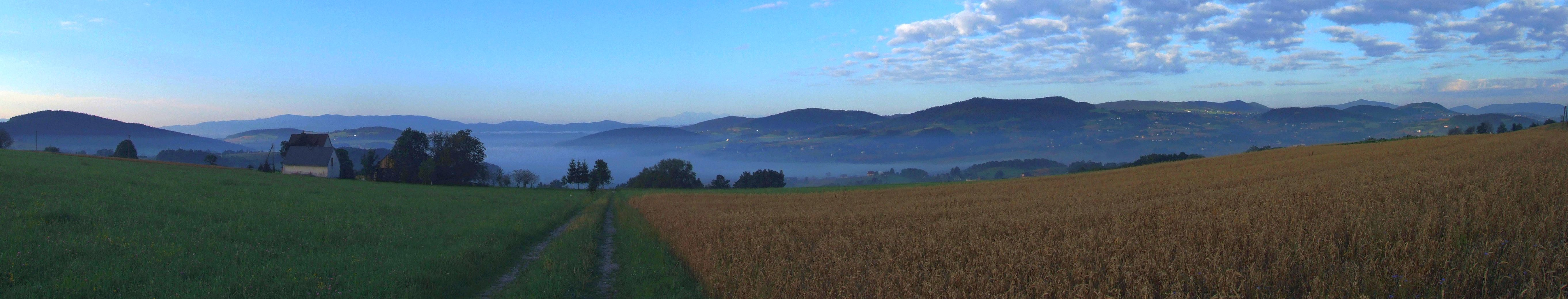
Bąkowiec na tle wzniesień Beskidu Wyspowego i Tatr
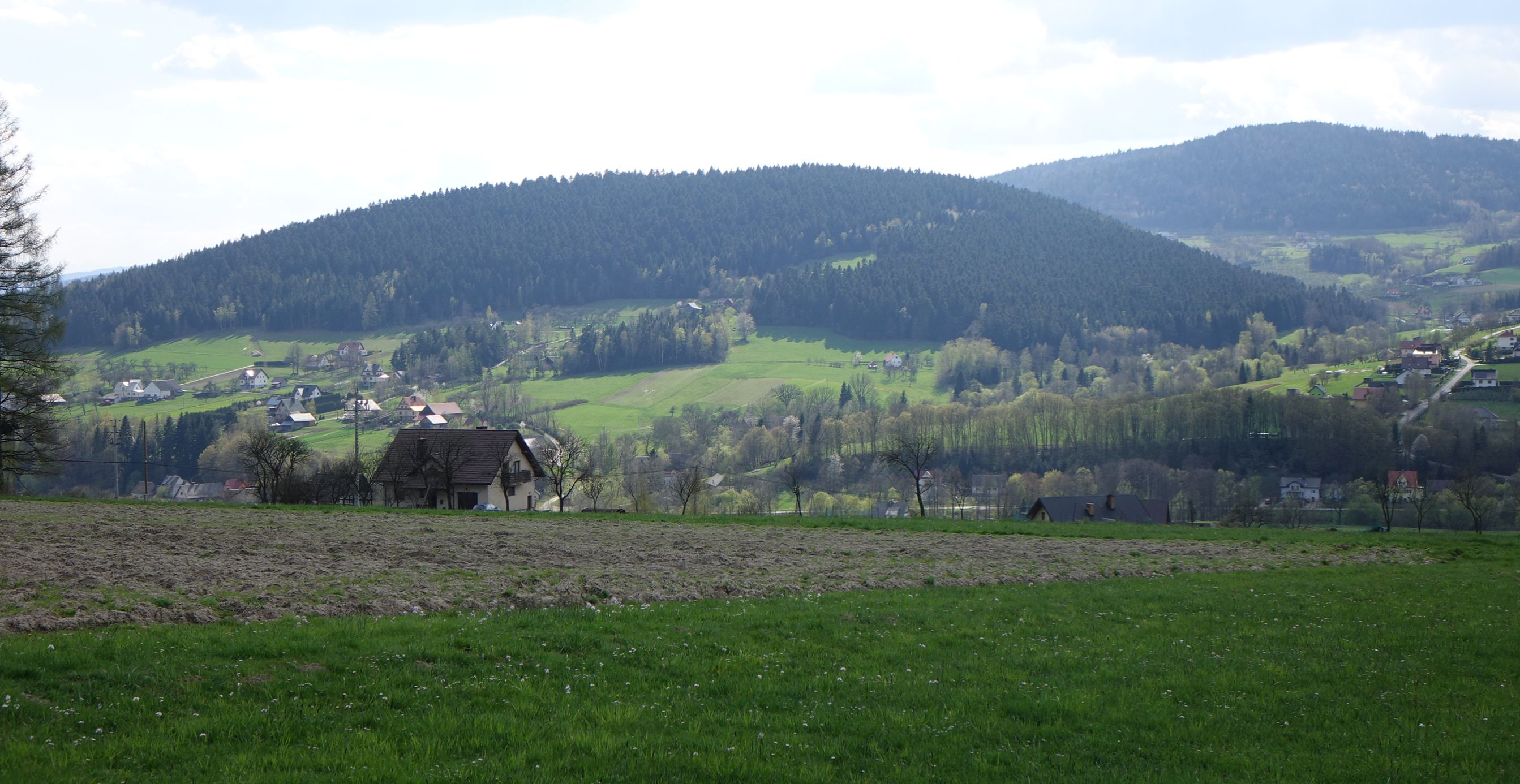
Widok z Przyszowej